# Wilton's Music Hall
Wilton's Music Hall er en listed building af anden grad i området Shadwell, i London, England, der blev opført som music hall og som nu bruges til opførsel af forskellige typer optrædener. Den ligger i Graces Alley, der er en sidegade til Cable Street i London Borough of Tower Hamlets. Den åbnede som music hall første gang i 1859. Fær dette hed den Prince of Denmark Public House fra 1828 og frem til 1939, hvor den ændrede navn til 1839 Mahogany Bar. I 1878 fik den navnet Frederick's Royal Palace of Varieties. I slutningen af 1800-tallet stoppede bruge som music hall, og den var en overgang suppekøkken, men i 1999 åbnede den igen som music hall. Det er en af de meget få bevarede music halls, og den har også bevaret en stor del af den oprindelige indretning.
Stedet har for nylig gennemgået en omfattende renovering. Teatret lukkede ikke under ombygningen, men kørte i stedet et midlertidigt teaterprogram kaldet The Chrysalis Club. De renoverede lokaler åbnede i oktober 2015 og modtog en arkitekturpris i 2016.